# Breynia australasiae
Breynia australasiae is een zee-egel uit de familie Loveniidae.
De wetenschappelijke naam van de soort werd in 1815 gepubliceerd door William Elford Leach.